# 정다빈 (2000년)
정다빈(鄭多彬, 2000년 4월 25일 ~ )은 대한민국의 배우이다. 2003년 이후에 배스킨라빈스 광고 모델로 연예계에 데뷔하였다.

## 학력
- 서울신석초등학교 (졸업)
- 풍무중학교 (졸업)
- 인천원당고등학교 (졸업)
- 한양대학교 연극영화학과 (재학)

## 출연작

### 드라마
| 연도          | 방송사        | 제목                    | 역할               | 비고        |
| ------------- | ------------- | ----------------------- | ------------------ | ----------- |
| 2005년        | MBC           | 원더풀 라이프           | 한신비             |             |
| 2006년        | MBC           | 진짜 진짜 좋아해        | 장효원             |             |
| 2008년        | SBS           | 일지매                  | 어린 봉순          | 이영아 아역 |
| 2008년~2009년 | KBS2          | 바람의 나라             | 어린 세류          | 임정은 아역 |
| 2008년~2009년 | SBS           | 스타의 연인             | 어린 이마리        | 최지우 아역 |
| 2008년        | SBS           | 사랑해                  | 영희의 상상 속 딸  | 우정출연    |
| 2009년        | SBS           | 사랑은 아무나 하나      | 오장미             |             |
| 2010년        | SBS           | 인생은 아름다워         | 이지나             |             |
| 2011년        | SBS           | 싸인                    | 송다빈             |             |
| 2011년        | tvN           | MANNY                   | 오은비             |             |
| 2011년        | MBC           | 미스 리플리             | 어린 장미리        | 이다해 아역 |
| 2011년        | SBS           | 뿌리깊은 나무           | 연두               |             |
| 2012년~2013년 | tvN           | 유리 가면               | 어린 강이경        | 서우 아역   |
| 2012년~2013년 | KBS1          | 대왕의 꿈               | 고타소 공주        |             |
| 2013년        | SBS           | 못난이 주의보           | 어린 공진주        | 강별 아역   |
| 2013년        | 투니버스      | 벼락 맞은 문방구        | 정다빈             |             |
| 2013년        | KBS2          | 총리와나                | 어린 서혜주        | 채정안 아역 |
| 2013년~2014년 | KBS1          | 사랑은 노래를 타고      | 한태희             |             |
| 2014년        | 투니버스      | 벼락 맞은 문방구 시즌2  | 정다빈             |             |
| 2014년        | tvN           | 로맨스가 필요해 3       | 어린 신주연        | 김소연 아역 |
| 2015년        | JTBC          | 순정에 반하다           | 어린 김순정        | 김소연 아역 |
| 2015년        | KBS1          | 가족을 지켜라           | 손다혜             |             |
| 2015년        | MBC           | 그녀는 예뻤다           | 어린 김혜진/김혜린 | 황정음 아역 |
| 2016년        | MBC           | 옥중화                  | 소녀 옥녀          | 진세연 아역 |
| 2016년        | 네이버 tvcast | 얘네들 MONEY?!          | 나보람             | 웹드라마    |
| 2017년        | MBC           | 역적 : 백성을 훔친 도적 | 옥란               |             |
| 2017년        | SBS           | 엽기적인 그녀           | 견희               |             |
| 2018년        | SBS           | 키스 먼저 할까요        | 손이든             |             |
| 2020년        | 넷플릭스      | 인간수업                | 서민희             |             |
| 2020년        | JTBC          | 라이브온                | 백호랑             |             |
| 2022          | 넷플릭스      | 글리치                  |                    |             |
| 2023          | U+모바일tv    | 하이쿠키                | 최민영             |             |

### 영화
| 연도 | 제목            | 역할          | 비고      |
| ---- | --------------- | ------------- | --------- |
| 2004 | 여고생 시집가기 | 박낙랑        |           |
| 2004 | 까불지마        | 어린 조은지   |           |
| 2005 | 사랑해 말순씨   | 같은반 학생들 |           |
| 2006 | 연리지          | 어린 한혜원   |           |
| 2008 | 달콤한 거짓말   | 여자아이      |           |
| 2015 | 사랑이 이긴다   | 박소원        |           |
| 2017 | 화이트 래빗     |               | 단편 영화 |
| 2018 | 여중생A         | 백합          |           |

## 그 외 출연

### 뮤직 비디오
| 연도   | 가수   | 곡명                  |
| ------ | ------ | --------------------- |
| 2006년 | 이수영 | 〈시린〉              |
| 2006년 | 이수영 | 〈비밀〉              |
| 2010년 | 스테이 | 〈Your Name Is Love〉 |
| 2015년 | 초아   | <불꽃>                |

### 음반
- 2005년 - 혜원이 다빈이의 세계노래 (with 심혜원)

### 텔레비전 프로그램
| 연도   | 방송사 | 제목                                    | 역할        | 비고        |
| ------ | ------ | --------------------------------------- | ----------- | ----------- |
| 2002   | EBS1   | 아기 성장 보고서 - 5부                  |             |             |
| 2007년 | MBC    | 환상의 짝꿍                             | 게스트 출연 | 2007.11.11. |
| 2012년 | SBS    | 설특집 배우 팝스타                      | 게스트 출연 | 2012.1.24.  |
| 2012년 | SBS    | 강심장                                  | 게스트 출연 | 2012.7.19.  |
| 2012년 | KBS2   | 누가누가 잘하나 스타 가족과 함께 동요를 | 게스트 출연 | 2012.5.4.   |
| 2012년 | SBS    | 도전 1000곡                             | 게스트 출연 | 2012.9.16.  |
| 2016년 | SBS    | 인기가요                                | 스페셜 MC   | 2016.5.22.  |
| 2016년 | KBS2   | 해피투게더 시즌3                        | 게스트 출연 | 2016.6.2.   |
| 2016년 | SBS    | 동상이몽, 괜찮아 괜찮아                 | 게스트 출연 | 2016.6.13   |
| 2016년 | JTBC   | 투유 프로젝트 - 슈가맨                  | 게스트 출연 | 2016.6.28.  |

2025 kbs 《우리말 겨루기》진행 

### 라디오 프로그램
| 연도   | 방송사     | 제목                              | 역할          | 비고                  |
| ------ | ---------- | --------------------------------- | ------------- | --------------------- |
|        | EBS FM     | 라디오 소설 《사랑손님과 어머니》 | 옥희 역(해설) |                       |
| 2016년 | SBS 러브FM | 김창렬의 올드스쿨                 | 게스트 출연   | 2016.9.13.            |
| 2021년 | SBS 파워FM | 이준의 영스트리트                 | 스페셜 DJ     | 2021.05.10. ~ 05.16.0 |

### 광고
| 연도          | 기업명                        | 제품명            | 종류                          | 공동 출연 |
| ------------- | ----------------------------- | ----------------- | ----------------------------- | --------- |
| 2003년        | BR코리아(주)                  | 배스킨라빈스 31   | 아이스크림 프랜차이즈         | 세븐      |
| 2006년        | 하나로텔레콤                  | 하나로텔레콤      | 초고속인터넷                  |           |
| 2006년        | 한국P&G                       | 오랄비            | 진동칫솔                      |           |
| 2006년        | 제스프리 인터내셔널 한국 지사 | 제스프리 골드키위 | 뉴질랜드 프리미엄 키위 브랜드 |           |
| 2006년        | (주)LF 계열 (보리보리)        | 캔키즈            | 아동 의류                     |           |
| 2006년        | 레킷벤키저                    | 옥시데톨          | 핸드워시 제품                 |           |
| 2006년~2007년 | 애경산업                      | 아이린            | 섬유유연제                    | 유호정    |
| 2006년~2007년 | (주)경동나비엔                | 경동나비엔        | 보일러·에너지기기 제조업체    |           |

### 홍보대사
- 2015년 11월~ 김포시청소년육성재단 홍보대사

### 기타
- 2007년 UN 세계 빈곤퇴치의 날 '화이트밴드' 홍보 화보(with 최수종)

## 수상 및 후보
| 연도 | 시상식       | 부문   | 작품   | 결과 |
| ---- | ------------ | ------ | ------ | ---- |
| 2016 | MBC 연기대상 | 아역상 | 옥중화 | 수상 |